# Ticnamar
Ticnamar o Tignámar es una localidad ubicada en la comuna de Putre, Provincia de Parinacota que forma parte de la Región de Arica y Parinacota, al norte de Chile.
Es una localidad que fue construida en reemplazo de Tignámar Viejo, que en 1947, el río comenzó a socavarlo y este fue arrasado por una crecida hacia 1959, en donde únicamente quedó en pie la iglesia, de portal barroco con altar que posee un gran retablo de piedra policromada y piso de ladrillo.
Actualmente el poblado es de reciente fundación, la cual es visible en todas las techumbres de las viviendas que son de brillantes planchas de fierro zincadas.

## Toponimia
La etimología del topónimo Ticnamar es aimara y quechua. Proviene a su vez del topónimo "T´ikanama", que significa desierto florido (T´ikha = capullo de flor, y -nama = partícula de expansión).
Una versión local afirma que su significado es "entre cordillera y mar", porque sus aguas escurren en dirección a la costa.

## Demografía
| Coordenadas                                  | Altitud          | Localidad | Categoría | Población (censo 2002) | Población masculina | Población femenina | Viviendas (censo 2002) |
| -------------------------------------------- | ---------------- | --------- | --------- | ---------------------- | ------------------- | ------------------ | ---------------------- |
| 18°34′54″S 69°29′40″O / -18.58167, -69.49444 | 3.100 m s. n. m. | Ticnamar  | Caserío   | 93                     | 46                  | 47                 | 70                     |

## Cultura
La actividad más destacada es:
- 15 de agosto: Asunción de la Virgen.